# پروشک
پروشک (به لهستانی:  Prusiek) یک روستا در لهستان است که در گمینا سانوک واقع شده‌است. پروشک ۷۰۰ نفر جمعیت دارد.